# 工农斗争协会
工农斗争协会（英語：Mazdoor Kisan Sangram Samiti，缩写为MKSS）是印度比哈尔邦的群众组织。MKSS由Vinayan博士、Arvind Ji和其他群众领导人于1981年创立。 MKSS主要由达利特组成。
MKSS从比哈尔的贾雅普拉卡什·纳拉扬的反紧急状态斗争中涌现出来。Vinayan博士和Arvind Ji博士是JP运动的领导人，受Mahamaya Prasad Sinha的影响。他们成立了MKSS，为土地改革和最低工资而奋斗。杰哈纳巴德和加雅县为运动的震中。印度共产党（马列）团结组织（从1982年起，印度共产党（马列）党团结）与MKSS一致。印度共产党（马列）党团结作为MKSS的武装小队，面对地主的私人军队（senas）。
1984年，MKSS书记克里希纳·辛格（Krishna Singh）被地主军队杀死。 1986年4月，警察在阿瓦尔的一个MKSS集会上开火，造成23名贫苦农民死亡。 阿尔瓦尔大屠杀后，MKSS被取缔。
1987年6月，MKSS被分成两部分。Vinayan博士变得越来越敌视印共（马列）党团结，理由是该党进行的杀戮破坏了MKSS的形象。一个MKSS派系仍然忠于Vinayan博士，另一个由Arvind Ji领导，保留与印共（马列）党团结的联系。Vinayan博士派系重建为Jan Mukti Andolan。 印共（马列）党团结重组农民阵线为Mazdoor Kisan Sangrami Parishad。